# Коваль, Валерий Николаевич
Вале́рий Никола́евич Кова́ль (13 сентября 1952, Тбилиси — 11 февраля 1998, Тамбов) — государственный деятель.

## Биография
С раннего возраста остался сиротой, воспитывался бабушкой в Тамбове, где учился в школе-интернате, в 1970 году окончил среднюю школу № 29.
В 1974 году окончил историко-филологический факультет Тамбовского государственного педагогического института. С 1973 года, будучи студентом, был избран вторым секретарём Ленинского райкома ВЛКСМ, с 1976 года работал в отделе пропаганды Ленинского райкома ВЛКСМ.
В 1981 году окончил аспирантуру при кафедре истории КПСС пединститута, защитил кандидатскую диссертацию. Работал там же — преподаватель, декан исторического факультета (1981—1983, 1987—1990). С 1983 года — секретарь парткома института, в 1984—1986 — заместитель заведующего отделом пропаганды и агитации Тамбовского обкома партии.
В 1989—1992 годы возглавлял тамбовское движение за демократию, был одним из организаторов общества «Мемориал» в Тамбове.
В феврале 1992 года назначен главой администрации города Тамбова. Создал в Тамбове Центры социальной помощи населению, содействовал созданию Дома милосердия, детского приюта, творческих коллективов («Цвета радуги»,
«Вдохновение», «Романтики», камерный хор им. С. В. Рахманинова, «Русский романс»), открытию памятника архиепископу Луке и присвоению его имени 2-й городской больнице. В годы его руководства городом был заложен Парк Победы, созданы комитеты по защите прав человека и защите прав потребителей, установилась традиция чествования школьных медалистов администрацией города. Оказывал помощь в восстановлении деятельности в Тамбове различных конфессий.
Одновременно в 1996—1998 годах — представитель Президента РФ в Тамбовской области; состоял членом Совета по местному самоуправлению при Президенте РФ.
Умер после продолжительной болезни. Похоронен на Воздвиженском кладбище Тамбова 14 февраля 1998 года.

### Семья
Жена — Нина Александровна Коваль.

## Память
Имя В. Н. Коваля присвоено детской поликлинике № 3 Тамбова, где создан уголок Памяти.
На доме, в котором жил В. Н. Коваль, установлена мемориальная доска.

## Награды
- Почётный гражданин Тамбовской области (17.7.1998, посмертно)[7].